# Sv. Romuald
Sveti Romuald (Ravenna, oko 951. – 19. lipnja 1027.) je kršćanski svetac. Osnovao je benediktinsku granu kamaldolijanaca (kamaldulenza).
Rođen je u Ravenni oko 951. godine. S dvadeset godina bio je dionik svađe između svoga oca i jednog rođaka. U toj je svađi otac mu usmrtio rođaka. Romuald je morao za pokoru proboraviti u samostanu sv. Apolinara 40 dana. Jednog bdjenja tijekom noći ukazao mu se sam sv. Apolinar, i Romuald je odlučio postati redovnikom. U rodnoj Ravenni stupio je u samostan sv. Severa (San Severo). Redovnički život ondje nije mu bio kakav je želio, jer je tamošnje redovnike zahvatio duh raskalašenosti. Romuald je htio strožiji život. Braća bila su protiv tome, pa su ga čak htjela i likvidirati. Preživio je. Dobio je dopuštenje živjeti kao pustinjak.
Na prijelazu prvog u drugo tisućljeće boravio je u hrvatskim krajevima. Od 1001. do 1002. u Kloštru kod Vrsara izgradio je samostan. Po dovršetku posla otišao je u samotnjaštvo u Kapetanovu spilju. Budući da je bila blizu, smjestio se nešto dalje, u spilju na dnu Limskog kanala, na sjevernom obronku brijega.
Godine 1023. u Camaldoliju kod Arezza osnovao je zajednicu. Ta je zajednica postala kućom-maticom kamaldulskog reda. Romuald je umro 19. lipnja 1027. godine na glasu svetosti. Spomendan mu je isti taj dan, 19. lipnja.
Njegovo mrtvo tijelo nije se raspalo.